# Stonávka
Stonávka (polsky Stonawka) je říčka v Moravskoslezském kraji, levostranný přítok řeky Olše, který odvodňuje části okresů Frýdek-Místek a Karviná.

## Popis toku
Povodí horní Stonávky odvodňuje nejseverozápadnější cíp Moravskoslezských Beskyd mezi výběžky Prašivé na západě a Goduly na východě. Sama říčka pramení v nadmořské výšce kolem 750 m na jihovýchodních svazích vrchu Čupel; celý následující tok pak směřuje zhruba k severu. Po třech kilometrech Stonávka u stejnojmenné osady vystupuje z horského údolí a v Komorní Lhotce se slévá s potokem Ráztoka, čímž více než zdvojnásoubuje svůj objem. Dále Stonávka protéká obcemi Hnojník a Třanovice, postupně přibírá drobnější přítoky Černý potok, Mušalec, Sušovský potok, Hornodvorský potok a Zavadovický potok. U obce Těrlicko zadržuje vody Stonávky vodní nádrž Těrlicko, vybudovaná v letech 1955 až 1964. Sypaná zemní hráz Těrlické přehrady je schopna zadržet až 27 milionů krychlových metrů vody, délka vzdutí přesahuje 5 km, plocha hladiny 267 ha. Hlavním účelem vybudování nádrže bylo zásobování průmyslových podniků užitkovou vodou, kromě toho je využívána i k rekreaci a ochraně před povodněmi. Pro zvýšení dostupného množství vody je nad nádrží ze sousedního povodí do Stonávky převáděna menší část průtoku Ropičanky v průměrném objemu 0,07 m³/s. Pod přehradou leží na Stonávce obec Albrechtice, za níž ústí zprava poslední z významnějších přítoků, potok Chotěbuzka. Následuje obec Stonava a po dalších pěti kilometrech toku rovinatou a lidskou činností silně pozměněnou krajinou se Stonávka v nadmořské výšce 220 m v Karviné z levé strany vlévá do řeky Olše, která její vody odnáší dál do Odry.

### Větší přítoky
(levý/pravý)
- Ráztoka (P)
- Černý potok (P)
- Mušalec (L)
- Sušovský potok (P)
- Hornodvorský potok (P)
- Zavadovický potok (L)
- Zadky (P)
- Chotěbuzka (P)

## Vodní režim
Hlásný profil:
| místo       | říční km | plocha povodí | průměrný průtok (Qa) | stoletá voda (Q100) |
| ----------- | -------- | ------------- | -------------------- | ------------------- |
| VD Těrlicko | 11,74    | 84,05 km²     | 0,815 m³/s           | 150,0 m³/s          |